# دولت ختای
دولت ختای (به ترکی استانبولی: Hatay State) یک کشور سابق و دولت اقماری در ترکیه بود که از ۷ سپتامبر ۱۹۳۸ تا ۲۹ ژوئن ۱۹۳۹ در منطقهٔ سنجاق اسکندرون در قیمومت فرانسه بر سوریه و لبنان تشکیل شد.
این کشور در ۷ ژوئیه ۱۹۳۹ رسماً در استان ختای ترکیه ادغام شد.

## تاریخ
پس از فروپاشی امپراتوری عثمانی پس از جنگ جهانی اول منطقهٔ سنجاق در اسکندرون در ۱۹۱۹ تحت نظارت جامعهٔ ملل به قیمومیت فرانسه درآمد.
به سنجاق اسکندرون در قیمومت فرانسه بر سوریه و لبنان در ۱۹۳۷ تحت نظارت جامعه خودمختاری داده شد و یک ماه پس از برگزاری انتخابات، پارلمان آن در سپتامبر ۱۹۳۸ با عنوان دولت ختای اعلام استقلال کرد. این کشور را ترکیه در اواسط سال ۱۹۳۹ با رضایت فرانسه تصرف کرد و در ۷ ژوئیه ۱۹۳۹ رسماً در استان ختای ترکیه ادغام شد.

## ترکیب جمعیتی دولت ختای

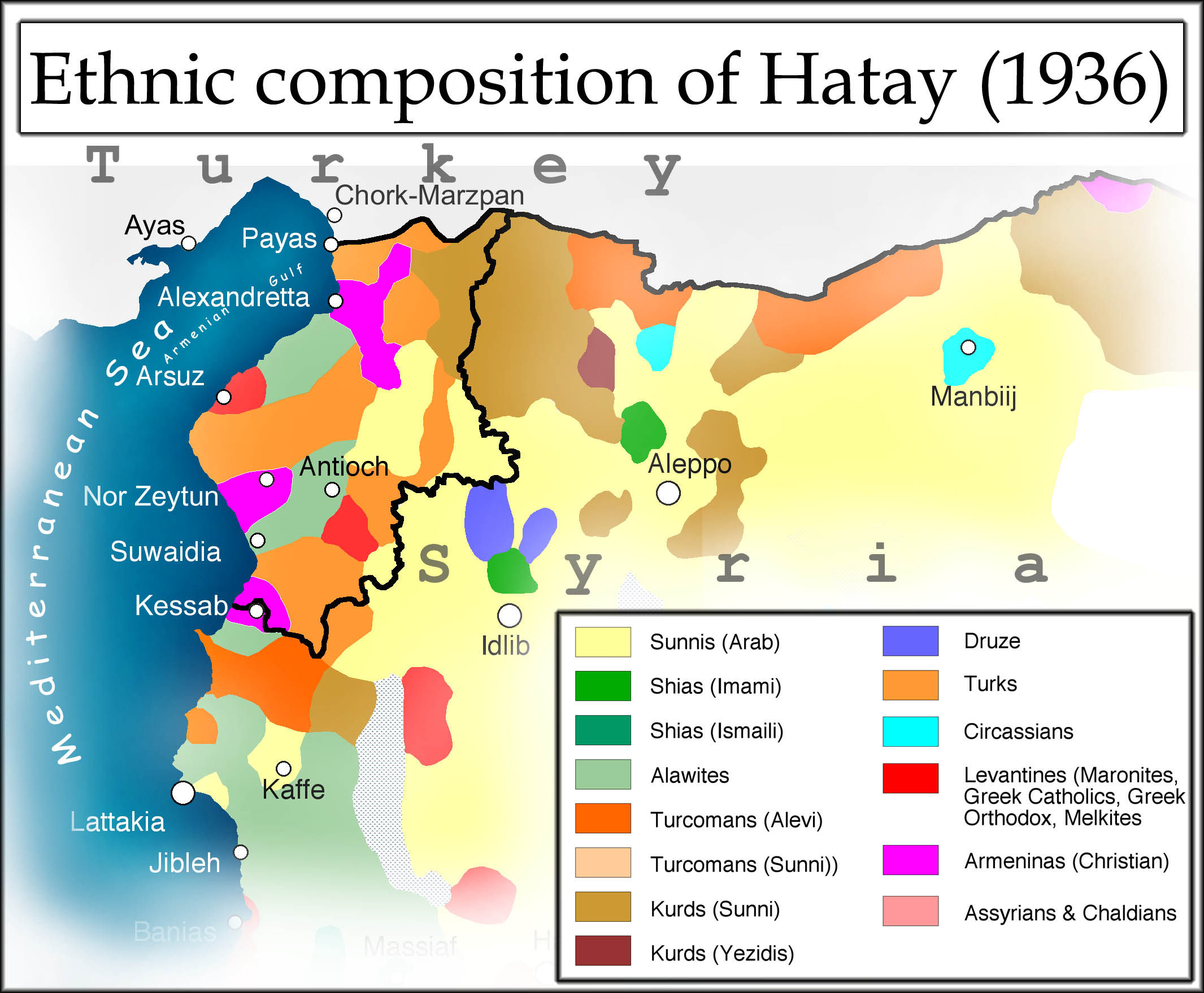
ترکیب قومیتی ختای

| ترکیب جمعیتی ختای در ۱۹۳۶ بنابر آمار فرانسوی‌ها      |         |      |
| قومیت                                               | ساکنان  | %    |
| علویان (سوریه)                                      | ۶۱٬۶۰۰  | ۲۸٪  |
| سنی مردم عرب                                        | ۲۲٬۰۰۰  | ۱۰٪  |
| کلیسای روم پادشاهی کاتولیک، یونانی‌ها و دیگر مسیحیان | ۱۷٬۶۰۰  | ۸٪   |
| ترک‌های آناتولی                                      | ۸۵٬۸۰۰  | ۳۹٪  |
| مردم ارمنی                                          | ۲۴٬۲۰۰  | ۱۱٪  |
| چرکس، یهودی، مردم کرد                               | ۸٬۸۰۰   | ۴٪   |
| کل                                                  | ۲۲۰٬۰۰۰ | ۱۰۰٪ |